# Аккарга
Аккарга (каз. Аққарға, до 1995 г. — Дзержинский) — село в Житикаринском районе Костанайской области Казахстана. Административный центр и единственный населённый пункт Аккаргинского сельского округа. Код КАТО — 394433100. В селе есть школа, открытая в 1977 году, которая на данный момент - закрыта. Также, в этом селе есть множество домов, но в этом селе есть проблемы с насосом.

## Географическое положение
Аккарга расположена на левом берегу реки Тобол, по которому в этой местности проходит российско-казахстанская граница. На противоположном берегу, со стороны России, чуть выше по течению реки, расположен посёлок Восточный. Аккарга находится примерно в 83 километрах к югу от районного центра, города Житикары. 

## Население
В 1999 году население села составляло 965 человек (489 мужчин и 476 женщин). По данным переписи 2009 года в селе проживало 750 человек (348 мужчин и 402 женщины).